# Мацумото, Рютаро
Рютаро Мацумото (яп. 松本 隆太郎, род. 16 января 1986, Тиёда) — японский борец греко-римского стиля, призёр чемпионата мира, Азиатских и Олимпийских игр.

## Карьера
Выступал в лёгкой (до 60 кг) и полусредней (до 66 кг) весовых категориях. Серебряный (2014) и бронзовый (2010) призёр Азиатских игр. Серебряный призёр чемпионата мира 2010 года в Москве.
На летних Олимпийских играх 2012 года в Лондоне Мацумото победил турецкого борца Рахмана Билиджи, француза Тарика Бельмадани, но уступил иранцу Омиду Норузи. В схватке за бронзу Олимпиады японец победил представителя Казахстана Алмата Кебиспаева.